# Državna cesta D403
D403 je državna cesta u Hrvatskoj koja povezuje čvor Škurinje na riječkoj zaobilaznici (autocesta A7), centar grada Rijeke i zapadni terminal riječke luke.  Ukupna duljina iznosi 2,5 km.
Državna cesta D403 osigurava učinkovitiju povezanost riječke luke s autocestom. Početak izgradnje ceste je bio je 2020. godine. Cesta je dovršena i za javnost otvorena 18. listopada 2023. godine.